# Стефан Боннар
Сте́фан Па́трік Бо́ннар (англ. Stephan Patrick Bonnar; 4 квітня 1977, Манстер, Індіана, США — 22 грудня 2022) — американський спортсмен, професійний боєць змішаного стилю. Призер реаліті-шоу «Абсолютний боєць» (2005 рік). Член Зали слави UFC (з 2013 року).
Боннар виступав у змішаних єдиноборствах з 2001 по 2012 рік, провівши 23 поєдинки, після чого завершив професійну спортивну кар'єру. Відомий уболівальникам своєю непоступливістю у бою, Боннар був учасником кількох поєдинків, що за особливу видовищність були відзначені преміями профільних спортивних видань та адміністрації чемпіонату UFC. Зокрема, Стефан Боннар відомий протистоянням із Форрестом Гріффіном, перший бій з яким був удостоєний премії «Бій року» від видання «Wrestling Observer Newsletter» та істотно вплинув на популярність змішаних бойових мистецтв загалом. Провівши більшу частину кар'єри під егідою UFC, Боннар не зміг наблизитись до змагання за пояс чемпіона світу, втім, на шляху до цієї мети він поступався лише колишнім або майбутнім чемпіонам: Ліото Мачіді, Форресту Гріффіну, Рашад Евансу, Джону Джонсу, Марку Колмену та Андерсону Сілві. Виключенням є поразка Кшиштофу Сожиньському через зупинку двобою лікарем, але у бою-реванші Боннар нокаутував поляка.
Стефан Боннар має чорні пояси із бразильського дзюдзюцу та тхеквондо. Його бійцівський стиль ґрунтується на поєднанні цих технік із навичками боксу та боротьби, здобутими у любительських змаганнях під час навчання в Університеті Пердью. Більшу частину перемог у боях змішаного стилю Боннар здобув у боротьбі в партері, долаючи суперників підкореннями або перемагаючи їх за очками. Попри це, Боннар більше відомий через відкритий і агресивний стиль ведення бою у стійці, та й своєю улюбленою технікою боєць іронічно називав удар у обличчя.

## Статистика в змішаних бойових мистецтвах
| Результат | Противник           | Спосіб                                           | Раунд | Час   | Дата              | Місце                    | Подія                            | Примітки                          |
| --------- | ------------------- | ------------------------------------------------ | ----- | ----- | ----------------- | ------------------------ | -------------------------------- | --------------------------------- |
| Поразка   | Андерсон Сілва      | Технічний нокаут (удар коліном і удари кулаками) | 1     | 4:40  | 13 жовтня 2012    | Ріо-де-Жанейро, Бразилія | «UFC 153»                        | Провалив тест на стероїди.        |
| Перемога  | Кайл Кінгсбері      | Рішення суддів (одностайне)                      | 3     | 5:00  | 19 листопада 2011 | Сан-Хосе, США            | «UFC 139»                        |                                   |
| Перемога  | Ігор Покраяц        | Рішення суддів (одностайне)                      | 3     | 5:00  | 4 грудня 2010     | Лас-Вегас, США           | «The Ultimate Fighter 12 Finale» |                                   |
| Перемога  | Кшиштоф Сожиньський | Технічний нокаут (удари кулаками)                | 2     | 3:08  | 3 липня 2010      | Лас-Вегас, США           | «UFC 116»                        | Відзначений премією «Бій вечора». |
| Поразка   | Кшиштоф Сожиньський | Технічний нокаут (рішення лікаря)                | 3     | 1:04  | 21 лютого 2010    | Сідней, Австралія        | «UFC 110»                        |                                   |
| Поразка   | Марк Колмен         | Рішення суддів (одностайне)                      | 3     | 5:00  | 11 липня 2009     | Лас-Вегас, США           | «UFC 100»                        |                                   |
| Поразка   | Джон Джонс          | Рішення суддів (одностайне)                      | 3     | 5:00  | 31 січня 2009     | Лас-Вегас, США           | «UFC 94»                         |                                   |
| Перемога  | Ерік Шейфер         | Технічний нокаут (удари кулаками)                | 2     | 2:47  | 25 жовтня 2007    | Цинциннаті, США          | «UFC 77»                         |                                   |
| Перемога  | Майкл Ніклс         | Підкорення (задушення руками)                    | 1     | 2:14  | 7 липня 2007      | Сакраменто, США          | «UFC 73»                         |                                   |
| Поразка   | Форрест Гріффін     | Рішення суддів (одностайне)                      | 3     | 5:00  | 26 серпня 2006    | Лас-Вегас, США           | «UFC 62»                         | Провалив тест на стероїди.        |
| Поразка   | Рашад Еванс         | Рішення суддів (переважне)                       | 3     | 5:00  | 28 квітня 2006    | Лас-Вегас, США           | «UFC Fight Night 5»              |                                   |
| Перемога  | Кіт Джардін         | Рішення суддів (одностайне)                      | 3     | 5:00  | 6 квітня 2006     | Лас-Вегас, США           | «UFC Fight Night 4»              |                                   |
| Перемога  | Джеймс Ірвін        | Підкорення (больовий прийом на руку)             | 1     | 4:30  | 16 січня 2006     | Лас-Вегас, США           | «UFC Fight Night 4»              |                                   |
| Перемога  | Сем Хоґер           | Рішення суддів (одностайне)                      | 3     | 5:00  | 6 серпня 2005     | Лас-Вегас, США           | «UFC Fight Night 1»              |                                   |
| Поразка   | Форрест Гріффін     | Рішення суддів (одностайне)                      | 3     | 5:00  | 9 квітня 2005     | Атлантик-Сіті, США       | «The Ultimate Fighter 1 Finale»  | Відзначений премією «Бій року».   |
| Перемога  | Шон Селлі           | Підкорення (задушення руками)                    | 1     | 2:28  | 5 червня 2004     | Хаммонд, США             | «IHC 7»                          |                                   |
| Перемога  | Вільям Хілл         | Технічний нокаут (удари кулаками)                | 1     |       | 24 квітня 2004    | Хаммонд, США             | «TFC 1»                          |                                   |
| Перемога  | Бред Лінде          | Підкорення (задушення руками)                    | 1     | 4:10  | 22 листопада 2003 | Хаммонд, США             | «IHC 6»                          |                                   |
| Поразка   | Ліото Мачіда        | Технічний нокаут (рішення лікаря)                | 1     | 4:21  | 13 вересня 2003   | Манаус, Бразилія         | «Jungle Fight 1»                 |                                   |
| Перемога  | Террі Мартін        | Рішення суддів (одностайне)                      | 1     | 10:00 | 7 вересня 2002    | Хаммонд, США             | «MFC 1»                          |                                   |
| Перемога  | Джей Мессі          | Підкорення (задушення руками)                    | 1     | 1:09  | 27 січня 2002     | Хаммонд, США             | «UA 11»                          |                                   |
| Перемога  | Джош Крюгер         | Підкорення (больовий прийом на руку)             | 1     | 2:55  | 10 листопада 2001 | Хаммонд, США             | «IHC 3»                          |                                   |
| Перемога  | Браян Еберсол       | Підкорення (задушення руками)                    | 1     | 0:51  | 10 листопада 2001 | Хаммонд, США             | «IHC 3»                          |                                   |